# Kooperative Gesamtschule
Die kooperative Gesamtschule (KGS), auch additive Gesamtschule (AGS) genannt, ist eine in Deutschland existierende Form der Gesamtschule.

## Struktur und Zielsetzung
Hauptschul-, Realschul- und Gymnasialzweig bilden die drei Säulen dieser Schulform. Sie entsprechen dem dreigliedrigen Schulwesen. In Sport und oft auch in den Fächern der ästhetischen Bildung wird schulzweigübergreifender Unterricht erteilt, das heißt, dass Schüler aller drei Schulzweige in gemeinsamen Lerngruppen unterrichtet werden. Es gelten dabei die Rahmenrichtlinien für den jeweiligen Schulzweig. Auch die Abschlüsse, die an einer kooperativen Gesamtschule erteilt werden, entsprechen den Abschlüssen der Hauptschule, der Realschule und dem des Gymnasiums.
Es gibt Gesamtschulen, die ab Klasse 11 zum Abitur führen, andere bieten nur Unterricht bis zur 10. Klasse, so dass Schüler zur Vorbereitung auf das Abitur an ein Oberstufengymnasium bzw. an eine KGS mit Oberstufenangebot wechseln müssen.
Es existieren auch Mischformen hin zur integrierten Gesamtschule (IGS), bei der gemeinsamer Unterricht der Regelfall ist, oder zur rein additiven Gesamtschule, bei der nur die Räumlichkeiten geteilt werden. Diese können sich zum Beispiel aus der Schule selbst nach Entscheidung der Gesamtkonferenz der Schule entwickeln. Bei solchen Entscheidungen muss aber die Elternvertretung und mancherorts auch die Schülervertretung mit einbezogen werden.
Ziel der kooperativen Gesamtschule ist es, Schülern trotz des weitgehenden Unterrichtes in den eigenen Schulzweigen Schnittstellen zu den anderen Schulformen und deren Schülern zu bieten. Dazu kann zum Beispiel die Aufteilung des Gebäudes nach Jahrgängen statt nach Schulzweigen gehören, was die Kommunikation der Schüler untereinander verbessern und auch einen Schulzweigwechsel erleichtern kann. Auch die Teilnahme einzelner Schüler an einzelnen Fächern einer höheren Schulstufe ist mancherorts möglich, so dass beispielsweise ein mathematisch begabter Realschüler den Mathematikunterricht des Gymnasialzweigs besuchen kann. Voraussetzung dafür ist dabei ein schulbereichsübergreifendes Lehrerkollegium und eine Abstimmung des Unterrichtes der drei Schulzweige untereinander. In der Regel gibt es für jedes Fach jeweils nur eine Fachkonferenz, an der Fachlehrer aller drei Schulzweige teilnehmen. Hier werden die Unterrichtsinhalte, Anforderungsmaßstäbe, Grundsätze der Leistungsbewertung, die Einführung von Lehrbüchern und vieles mehr zwischen den Schulzweigen abgestimmt.

## Volksbegehren 1978 in NRW

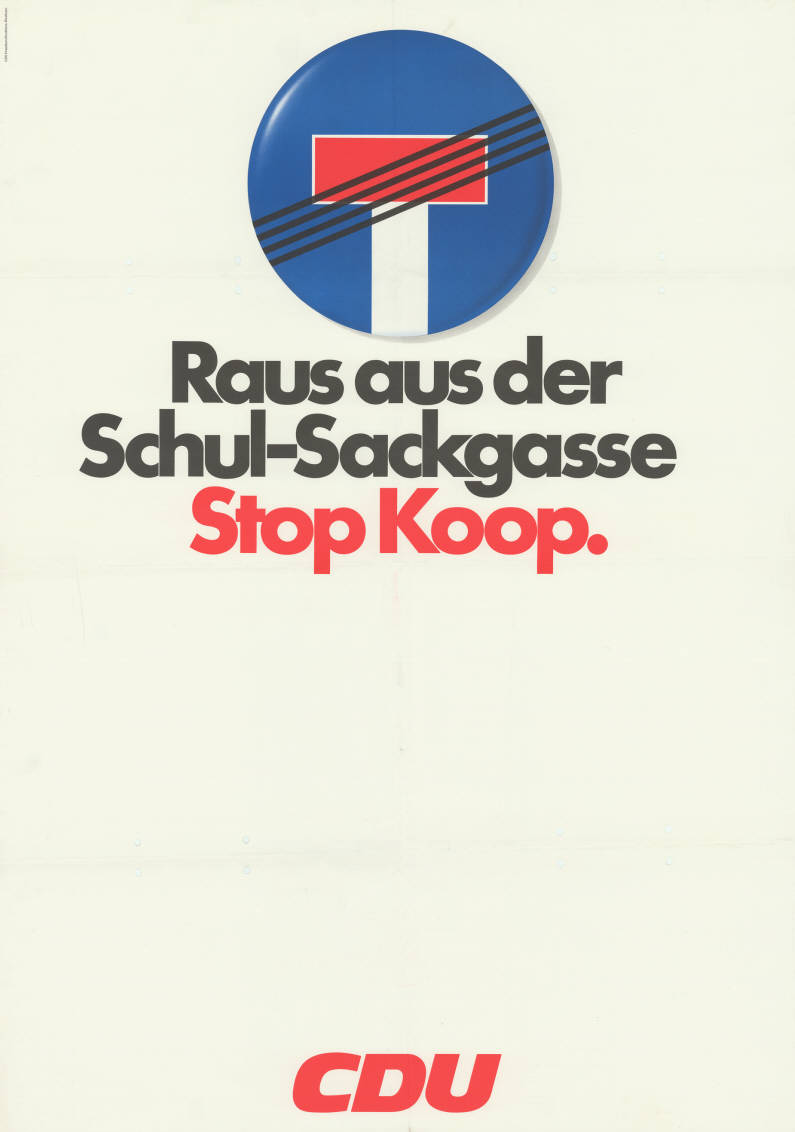
CDU-Plakat gegen die Koop-Schule in Nordrhein-Westfalen 1978

1978 gab es in Nordrhein-Westfalen auf dem Höhepunkt eines harten schulpolitischen Konfliktes ein Volksbegehren. Verschiedene Gruppen des Landes wollten die Koop-Schule verhindern. In der Zeit vom 16. Februar bis 1. März 1978 votierten mit 3,636 Millionen (= 29,8 Prozent) weit mehr als das erforderliche Fünftel der Stimmberechtigten gegen das Vorhaben, das Volksbegehren war das bis heute einzige erfolgreiche in jenem Land. Die sozialliberale Landesregierung wäre danach zur Durchführung eines Volksentscheids verpflichtet gewesen, verzichtete aber nach diesem Ergebnis darauf. Der Landtag zog im April 1978 das „Gesetz zur Orientierungsstufe und Kooperativen Schule“ zurück. Diese Niederlage führte auch mit zum Rücktritt von Heinz Kühn vom Amt des nordrhein-westfälischen Ministerpräsidenten.